# Dialogue interreligieux en France
Se sentent liés en 2019 au :
- Christianisme catholique (48 %)
- Christianisme protestant (3 %)
- Christianisme orthodoxe (0,6 %)
- Judaïsme (0,7 %)
- Islam (5,6 %)
- Hindouisme (0,4 %)
- Bouddhisme (2 %)
- Une autre religion (1 %)
- Aucune religion (38,7 %)

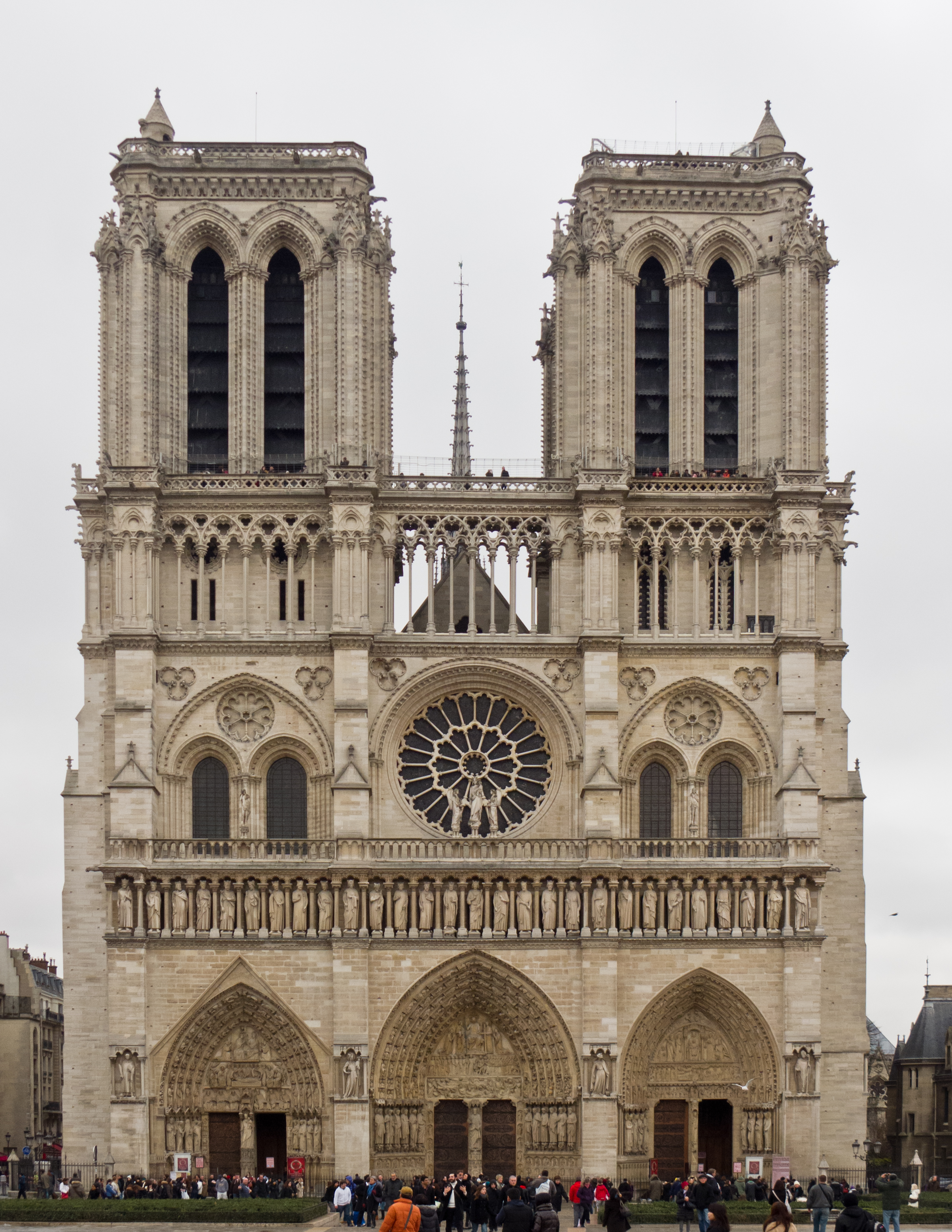
Cathédrale Notre-Dame de Paris, fondée en 1163, monument emblématique du catholicisme, confession chrétienne majoritaire en France mais non officielle depuis 1905.

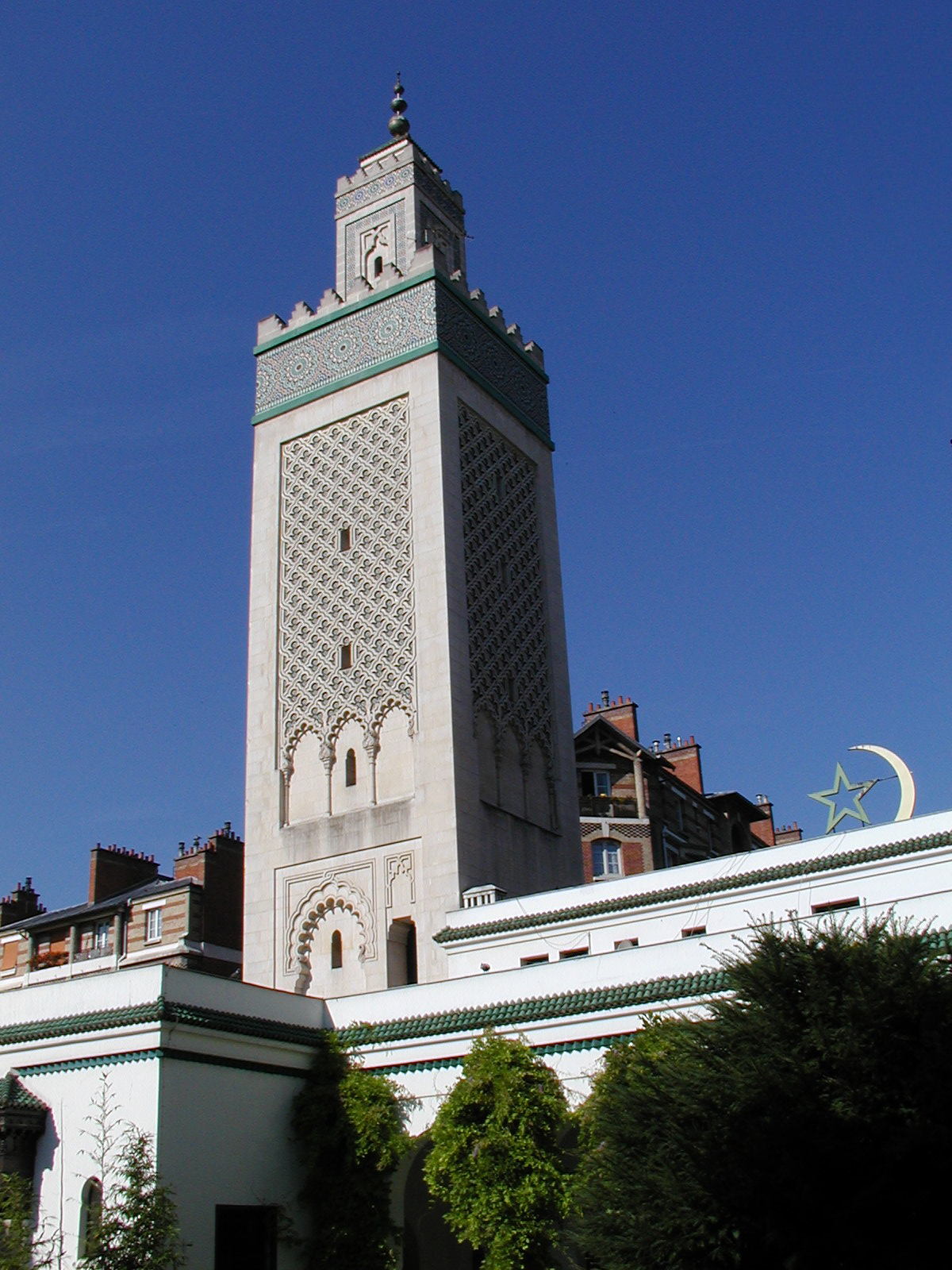
Grande mosquée de Paris, inaugurée en 1926.

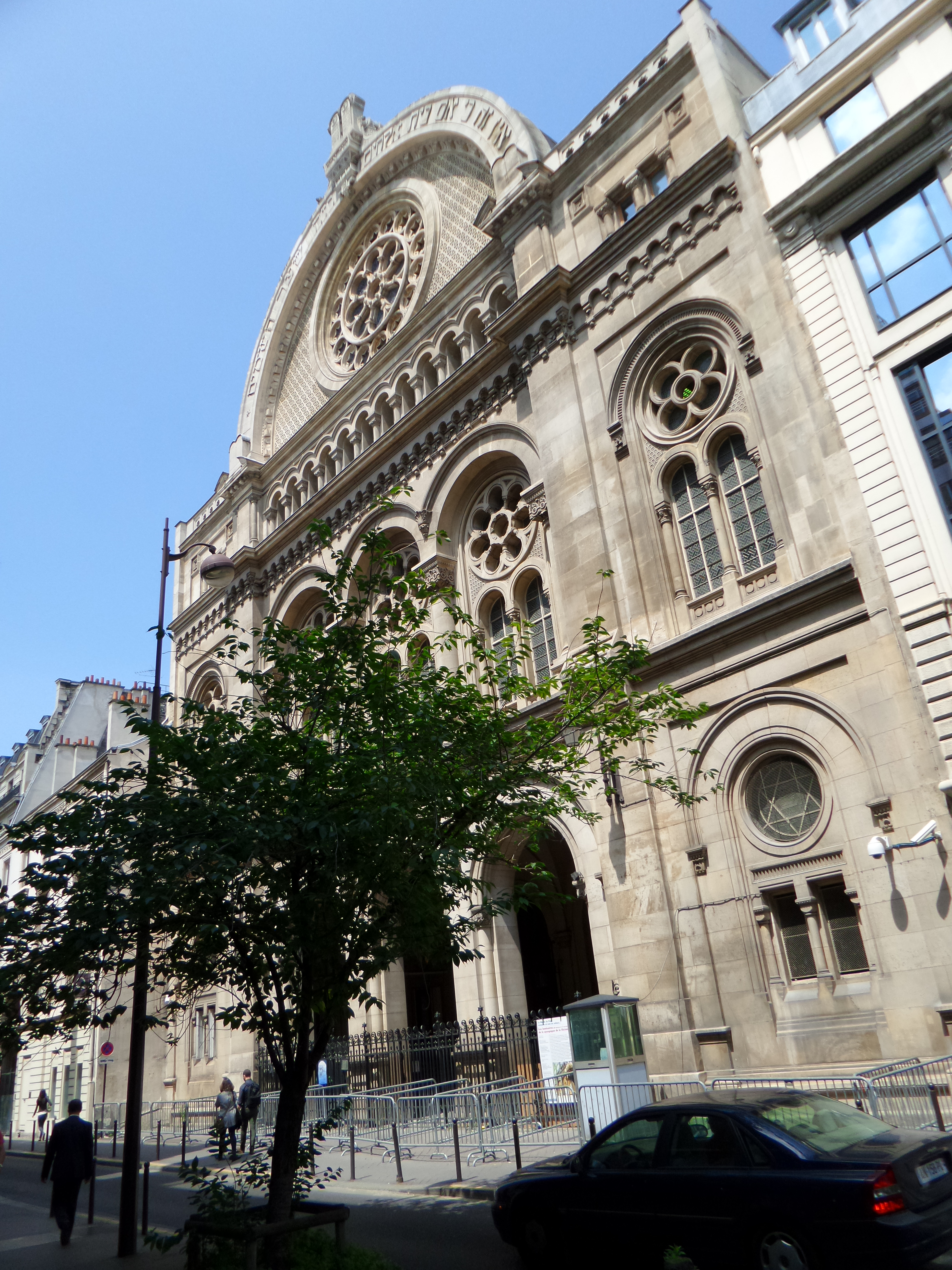
Grande synagogue de Paris, inaugurée en 1874.

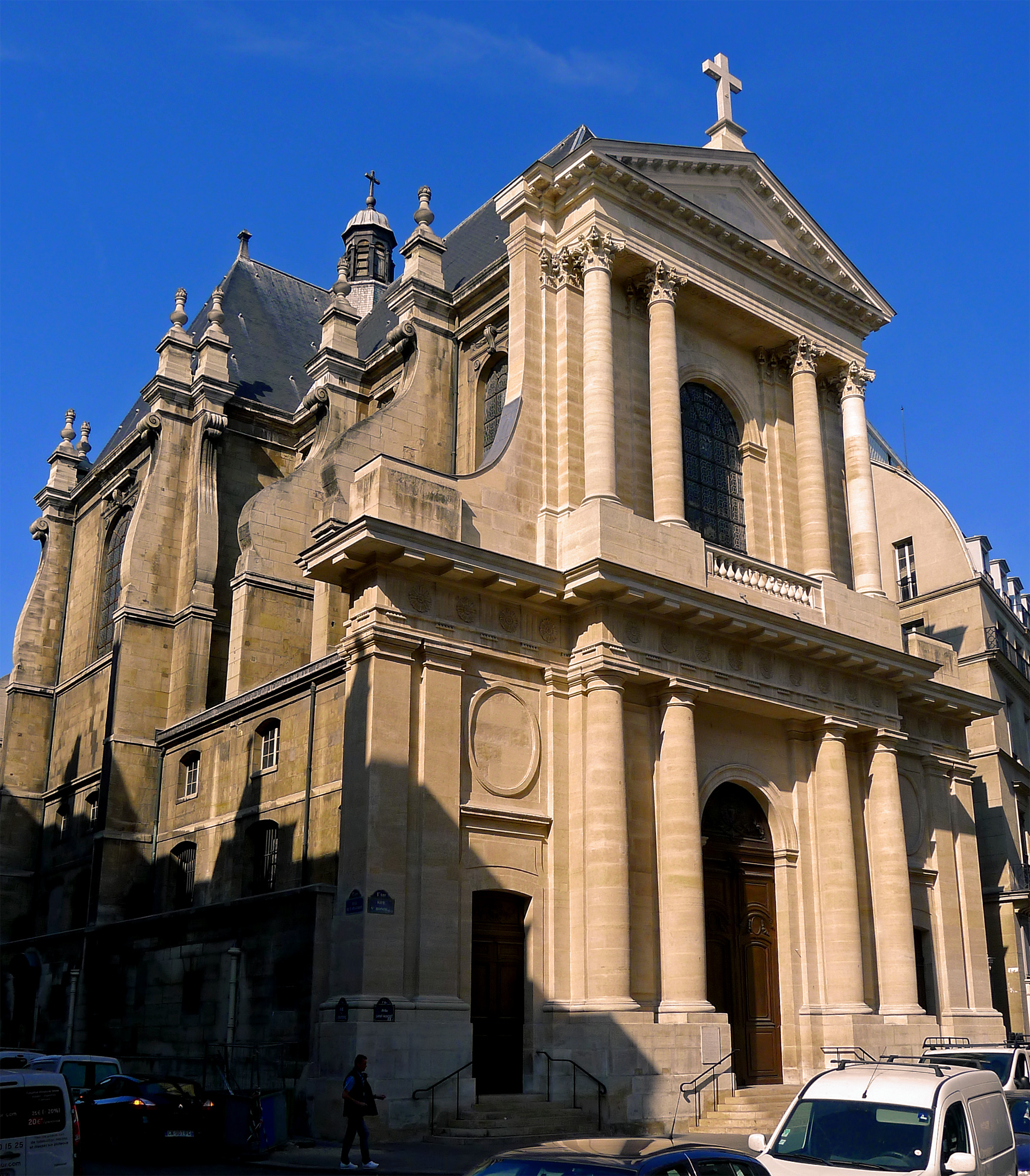
Temple de l'Oratoire du Louvre, protestant depuis 1811.

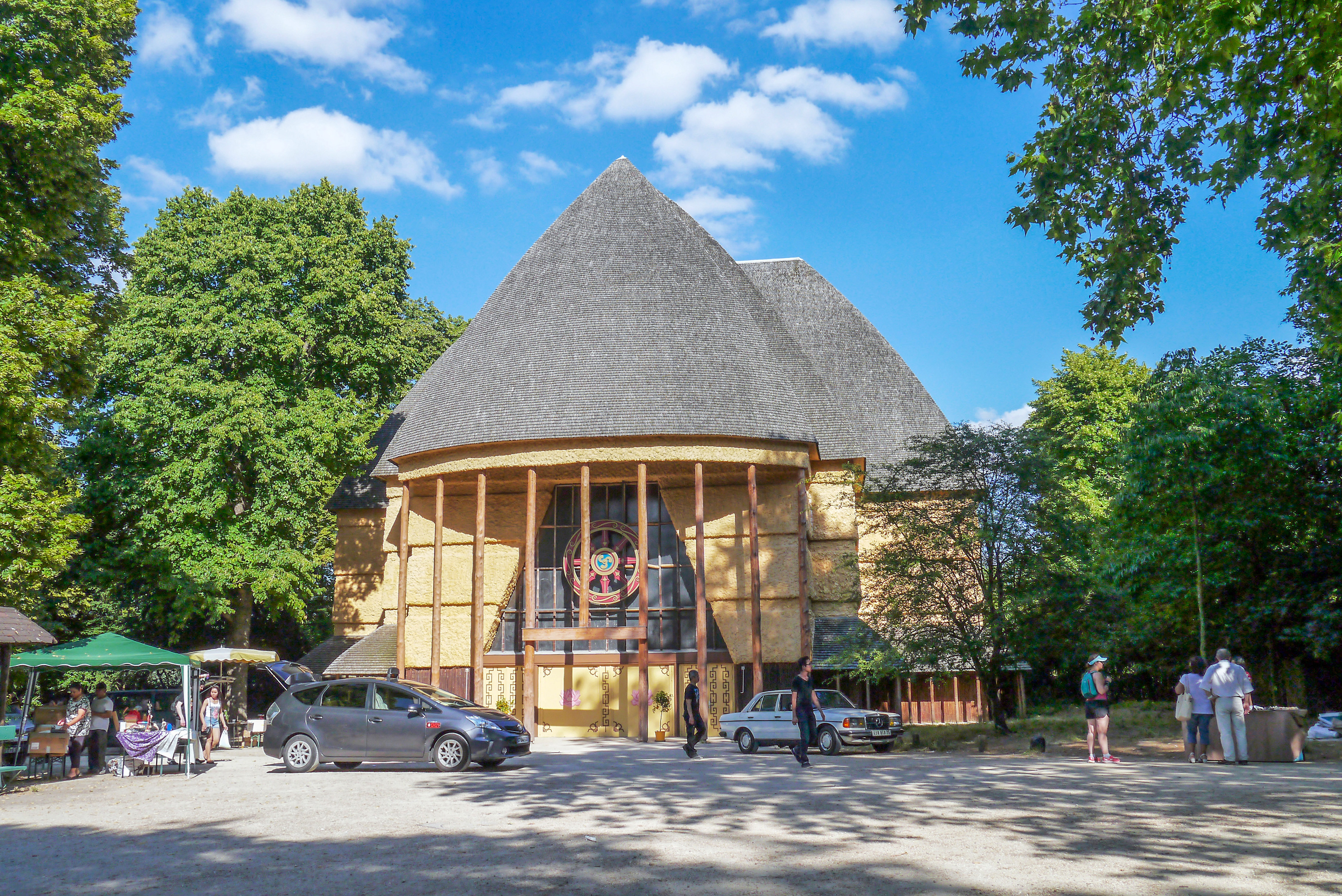
Pagode de Vincennes, bouddhiste depuis 1977.

Le dialogue interreligieux en France, forme organisée de dialogue entre des religions ou spiritualités différentes, est rendu dynamique par la grande diversité de religions en France. Tout en étant un des plus vieux pays chrétiens, la France est le pays de l'Union européenne avec en valeur le plus grand nombre de musulmans, de juifs et d’athées. En volume, la proportion de musulmans est la deuxième d’Europe, après la Bulgarie, et de juifs la première d’Europe et troisième au monde, après les États-Unis et Israël. 34% des Français se déclarent agnostiques et 29% athées, la deuxième proportion d’Europe et quatrième au monde, après la Chine, le Japon et la République tchèque.
La laïcité en France est un principe juridique présent notamment dans la loi de séparation des Églises et de l'État promulguée en 1905. Elle garantit la liberté de conscience et la liberté d'expression et permet aux croyants de toutes religions et aux non-croyants de dialoguer librement sur un pied d'égalité. Les relations cordiales entre représentants des religions, à l'échelle du pays ou des communes se développent surtout à partir de l'ouverture à la modernité opérée par l'Église catholique après le concile de Vatican II,. En parallèle, se créée des associations de croyants qui se rencontrent et tissent des liens d'estime réciproque en dehors des structures religieuses.

## Relations en représentants des religions

### Relations interconfessionnelles
Les relations interconfessionnelles, entre représentants d'une même religion mais d'une confession différente se développent de façon différentes selon les religions. Les rapports au sein du christianisme en France, dits œcuméniques, se développent au niveau local à partir du concile de Vatican II, qui les autorise. En 1987 est fondé le Conseil d'Églises chrétiennes en France, qui rassemble des représentants d'Églises protestantes, orthodoxes et l'Église catholique en France, à travers la Conférence des évêques de France. Les différents courants de confession protestante en France dialoguent au sein de la Fédération protestante de France, fondée en 1905. Ceux de confession orthodoxe échangent au sein de l'Assemblée des évêques orthodoxes de France, fondée en 1997.
Les rapports au sein du judaïsme en France, entre synagogues de courants judaïsme orthodoxe, massorti ou réformé (libérales) d'une part et de liturgie ashkénaze ou séfarade d'autre part se déroulent au sein du Conseil représentatif des institutions juives de France (CRIF), fondé en 1944. Le Consistoire central israélite de France rassemble la plupart des synagogues orthodoxes depuis 1808. Le Judaïsme en mouvement, fondé en 2018, fédère les principales synagogues libérales.
Le Conseil français du culte musulman, fondé en 2003, peine à faire dialoguer les différentes composantes de l'islam en France, entre mosquées principalement d'origines algériennes, marocaines et turques d'une part et courant sunnites et chiites d'autre part.
Les différentes tendances du bouddhisme en France dialoguent au sein de l'Union bouddhiste de France, fondé en 1986. Y échangent des représentants des courants du bouddhisme tibétain, theravāda ou mahāyāna d'une part et pagodes et dojos d'origines chinois, vietnamiens ou occidentaux d'autre part.

### Relations interreligieuses
La Conférence des responsables de culte en France, créée le 23 novembre 2010, regroupe six instances responsables des Églises chrétiennes, du judaïsme, de l'islam et du bouddhisme en France. Elle est présidée par le pasteur réformé François Clavairoly, président de la Fédération protestante de France,. Ces responsables sont rassemblés chaque janvier à l'Élysée lors de la Cérémonie des vœux du Président de la République aux représentants des cultes.
La Fédération protestante de France dispose d'un Conseil pour les relations avec le judaïsme depuis 1947 et d'une Commission des relations avec l'islam depuis 1974,. La Conférence des évêques de France dispose d'un Service national des relations avec le judaïsme (SNRJ), fondé en 1969 par le Père dominicain Bernard Dupuy, et d'un Service national pour les relations avec les musulmans, fondé en 1975 par le Père blanc Michel Lelong. Elle coordonne un réseau de prêtres chargés du dialogue interreligieux dans certains diocèses,,.

## Relations entre laïcs

### Dialogue interconfessionnel
Le dialogue interconfessionnel entre laïcs d'une même religion en France n'est vraiment développé qu'au sein de la religion chrétienne, sous le nom de dialogue œcuménique. La Semaine de prière pour l'unité des chrétiens se développe en France à partir 1933 par l’abbé Paul Couturier à Lyon. Depuis 1968 elle est organisée au niveau mondial par le Conseil œcuménique des Églises à Genève et le Conseil pontifical pour l'unité des chrétiens à Rome et en France par l'association Unité des chrétiens,. Elle se déroule tous les ans lors de la troisième semaine de janvier.
La Communauté de Taizé, fondée en 1940 par Frère Roger, rassemble des jeunes chrétiens de différentes confessions, à Taizé (Saône-et-Loire) toute l'année mais aussi lors de soirée organisées localement dans toute la France,.
Plusieurs centres de recherches œuvrent dans le domaine œcuménique en France, dont les plus importants sont le Groupe des Dombes, fondé en 1937, le Centre Istina, fondé en 1927 et l'Institut supérieur d'études œcuméniques (ISEO), fondé en 1967,,.

### Dialogue bilatéral
L'Amitié judéo-chrétienne de France (AJCF) est la plus ancienne association interreligieuse en France. Elle est fondée en 1948 à l'initiative de l'historien Jules Isaac, après la Conférence de Seelisberg. Elle fédère une trentaine de groupe locaux en France et est membre fondatrice du Conseil international des chrétiens et des juifs. Plusieurs centres de recherches œuvrent dans le domaine des relations judéo-chrétiennes en France, dont les plus importants sont le Centre d'initiative pour les relations et le dialogue entre juifs et chrétiens (CIRDIC) et le Centre chrétien d'études juives (CCEJ) du Collège des Bernardins,.
Le Groupe des foyers islamo-chrétiens rassemble des couples mixtes de religion chrétienne et musulmane depuis 1977,. Le Groupe d'amitié islamo-chrétienne (GAIC) est fondée en mai 1993 par le Père Michel Lelong et le chercheur Mustapha Cherif,. L'association anime depuis 2001 les Semaines de rencontres islamo-chrétiennes (SERIC). Elle fédère une vingtaine de groupe locaux en France. L'association catholique Efesia organise des événements de rencontres et prières intitulés « Ensemble avec Marie », autour de cette figure commune au Coran et aux Évangiles,,.
L'Amitié judéo-musulmane de France (AJMF) est fondé en 2004 par le rabbin Michel Serfaty. Elle est connue notamment pour son bus de l’Amitié judéo-musulmane, qui circule en Île-de-France et en France à la rencontres des communautés,,. Elle fédère un peu moins de cinq groupes locaux. L'association Parler en Paix donne des cours d'arabe et d'hébreu en commun à Paris,,.

### Dialogue interreligieux
La Fraternité d'Abraham est fondée en 1967 par le penseur juif André Chouraqui et le père Jean Daniélou, durant leur rencontre à l'occasion du Concile de Vatican II. À leur retour en France, ils sont rejoints par l'écrivain Jacques Nantet et le père Michel Riquet, puis par Hamza Boubakeur, recteur de la Grande mosquée de Paris. Elle organise des conférences à Paris autour des religions principales en France, les trois monothéismes, qui se rattachent à la figure du patriarche Abraham et sont appelées pour cela religions abrahamiques.
L'association internationale Religions for Peace, Conférence mondiale des religions pour la paix, dispose d'une branche française depuis 1986. Son président est l'islamologue Ghaleb Bencheikh,.

### Dialogue interconvictionnel
Le dialogue interconvictionnel rassemble les croyants, de toutes religions ou déistes, et les non-croyants, athées ou agnostiques, autour d'une meilleure compréhension du fait religieux. L'association Les Voix de la Paix, fondée en 2015 par le rabbin Yann Boissière, organise des conférences à Paris.
Coexister est un mouvement de jeunesse interconvictionnel fondé en 2009 et dirigé par et pour les étudiants et jeunes adultes. Elle fédère une trentaine de groupes locaux en France,. En plus des rencontres intellectuelles, soirées-débats et visites de lieux de cultes, l'association organise des événements de solidarité dans le domaine social ou écologique pour créer du lien par l'action commune. Elle mène des ateliers de sensibilisation en milieu scolaire pour expliquer la laïcité et déconstruire les préjugés,,.
Plusieurs centres de recherches publics étudient le fait religieux en France, dont l'Institut d’étude des religions et de la laïcité (IREL), nommé jusqu'en juillet 2021 Institut européen en sciences des religions (IESR), et l'École pratique des hautes études (EPHE). Le Groupe Sociétés, Religions, Laïcités est un centre d'étude commun de l'EPHE avec le Centre national de la recherche scientifique (CNRS).